# Луар-ле-Маре
Луа́р-ле-Маре́ (фр. Loire-les-Marais) — коммуна во Франции, находится в регионе Пуату — Шаранта. Департамент коммуны — Шаранта Приморская. Входит в состав кантона Рошфор-Север. Округ коммуны — Рошфор.
Код INSEE коммуны — 17205.

## Население
Население коммуны на 2010 год составляло 339 человек.
| 1962 | 1968 | 1975 | 1982 | 1990 | 1999 | 2010 |
| ---- | ---- | ---- | ---- | ---- | ---- | ---- |
| 168  | 172  | 165  | 268  | 314  | 326  | 339  |